# Poulet sauce rouilleuse
Le poulet sauce rouilleuse est un mets typique du Sud-Ouest de la France. Il doit son nom à une sauce à base de vin et du sang de la volaille.

## Ingrédients
Ce mets nécessite un poulet découpé en morceaux, un gros oignon émincé et une douzaine de petits oignons, de la farine, du vin blanc, le sang de la volaille et un verre d'armagnac.

## Préparation
Les morceaux de poulet sont fricassés dans de la graisse d'oie ou de canard. Quand poulet et oignons sont dorés, ils sont recouverts d'une cuillerée de farine qui doit un peu roussir avant d'être mouillée au vin blanc. Puis il est ajouté un bouquet garni et des herbes de Provence. Le sang recueilli dans un bol, et vinaigré, est rajouté progressivement au roux, ce qui permet d'obtenir une couleur rouillée. La cuisson se termine après avoir flambé le plat avec un verre d'armagnac.

## Accord mets/vin
Traditionnellement s'impose un vin rouge tel que le Buzet (AOC).